# بروستون (تنسی)
بروستون(به انگلیسی: Bruceton) شهری در ایالت تنسی کشور ایالات متحده آمریکا است که جمعیت آن در سرشماری سال ۲۰۱۰ میلادی، ۱٬۴۷۸ نفر بوده‌است.